# Castillo Matsue
El Castillo Matsue (松江城 Matsue-jō?) es un castillo japonés localizado en la prefectura de Shimane en Japón. Apodado el "castillo negro" o "castillo del chorlito gris", es uno de los pocos castillos medievales de Japón, por lo menos uno de los pocos que conservan su estructura de madera y no las reconstrucciones de cemento que algunos tienen.
La construcción del Castillo Matsue comenzó en 1607 y terminó en 1611, bajo el daimyō Horio Yoshiharu. En 1638, el feudo así como el castillo pasaron a propiedad del clan Matsudaira, una rama de la familia Tokugawa.
La mayoría de los castillos japoneses han sido dañados o destruidos en guerras, terremotos u otras causas. Dado que gran parte de la construcción de los castillos era de madera, el fuego era una amenaza grande. El Castillo Matsue fue construido después de la última guerra feudal en Japón por lo que nunca vio batalla alguna, sin embargo, solo algunos de los muros y la fortaleza principal existen hasta el día de hoy.

## Historia
De los 12 castillos que aún existen en Japón, es el único que permanece en la región Sanin. Este castillo es el segundo más largo, el tercero más alto (con 30 metros de altura) y el sexto más antiguo. Fue construido en un periodo de cinco años y fue completado en 1611.
Después de que gobernaron en estas tierras Tadaharu Horio y Tadataka Kyogokushi, Naomasa Matsudaira, un bisnieto de Ieyasu Tokugawa, se convirtió en el daimyo, después de ser transferido de Matsumoto  en la provincia de Shinshu, con lo que comenzó un gobierno que duró diez generaciones del clan Matsudaira por un periodo de 234 años.
En 1875, todos los edificios dentro de la fortificación con excepción del castillo principal fueron destruidos, el cual fue permitido que se conservara dada la presión de diversos grupos. El castillo fue completamente reconstruido entre 1950 y 1955.
El castillo tiene una estructura compleja, construido en forma de torre vigía, además que desde el exterior da la impresión de que tiene 5 pisos de altura cuando en realidad tiene 6. La mayoría de los muros del castillo están pintadas de negro. Posee una fuerte estructura, pensada para resistir los embates de la guerra pero al mismo tiempo da una impresión de majestuosidad y solemnidad, rasgos del estilo Momoyama.